# Одноатомная молекула
Одноатомная молекула — физическая абстракция, молекула, состоящая из одного атома, характеризующаяся тремя степенями свободы ({\displaystyle i=3}) и обладающая только упругими свойствами. Использовалась при разработке молекулярно-кинетической теории в середине XIX века и вошла в её основное уравнение:
{\displaystyle E={\frac {i}{2}}kT},
где {\displaystyle E} — средняя кинетическая энергия молекул, {\displaystyle k} — постоянная Больцмана; {\displaystyle T} — абсолютная температура. Двухатомная молекула имеет 5 степеней свободы ({\displaystyle i=5}).
Молекулярно-кинетическая теория и одноатомные молекулы рассматриваются, в основном, в общей физике. В химии свободные атомы молекулами не считаются, и корректным понятием является не "одноатомная молекула", а одноатомный газ.